# Danichthys
Danichthys is een geslacht van straalvinnige vissen uit de familie van vliegende vissen (Exocoetidae).